# Dębe Wielkie (plaats)
Dębe Wielkie is een dorp in het Poolse woiwodschap Mazovië, in het district Miński. De plaats maakt deel uit van de gemeente Dębe Wielkie en telt 2750 inwoners.

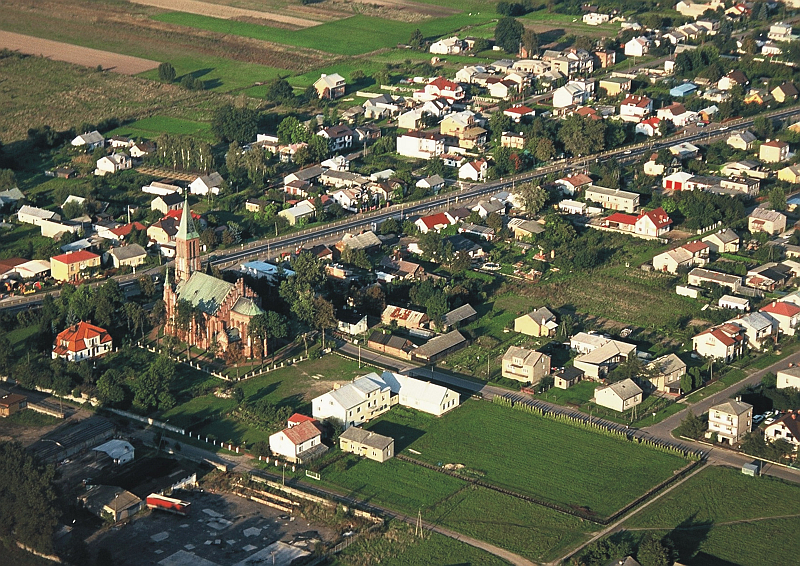
Centrum van Dębe Wielkie